# 5e étape du Tour d'Italie 2024
Pour un article plus général, voir Tour d'Italie 2024.
La 5e étape du Tour d'Italie 2024 se déroule le mercredi 8 mai 2024 entre Gênes dans le Piémont en Ligurie et Lucques en Toscane sur une distance de 178 km.

## Parcours
Au départ de Gênes, le tracé longe globalement les côtes de la Mer de Ligurie tout le long de cette étape. Toutefois, le parcours s'en écarte quelque peu pour franchir le Passo del Bracco classé en 3e catégorie après 63 kilomètres. Par la suite, l'étape est relativement plate à l'exception d'une côte de 4e catégorie placée à une vingtaine de kilomètres de l'arrivée à Lucques où un sprint est attendu.

## Déroulement de la course
L'étape est principalement marquée par deux échappées de quatre coureurs. 
En début de course, un premier groupe de quatre hommes finit par se constituer. Il se compose de Manuele Tarozzi (Green Project-Bardiani CSF-Faizanè), Mattia Bais (Polti-Kometa), Lewis Askey (Groupama FDJ) et Simon Geschke (Cofidis). Les fuyards sont toutefois rattrapés par le peloton à 110 kilomètres de l'arrivée, dans la descente du Passo Del Braco. 
La seconde échappée se produit à 76 km du terme. Elle se compose de Benjamin Thomas (Cofidis), Michael Valgren (EF Education), Andrea Pietrobon (Polti-Kometa) et Enzo Paleni (Groupama FDJ). Il est à noter que trois des quatre équipes de la seconde échappée étaient déjà représentées dans la première échappée. Contrairement aux étapes précédentes, les fuyards parviennent à conserver quelques secondes d'avance sur le peloton et se disputent la victoire remportée par le Français Benjamin Thomas.

## Résultats

### Classement de l'étape
| \| Classement de l'étape \| Classement de l'étape \| Classement de l'étape \| Classement de l'étape \| Classement de l'étape \| \| Coureur \| Coureur \| Pays \| Équipe \| Temps \| \| --------------------- \| --------------------- \| --------------------- \| -------------------------- \| --------------------- \| \| 1er \| Benjamin Thomas \| France \| Cofidis \| 3 h 59 min 59 s \| \| 2e \| Michael Valgren \| Danemark \| EF Education-EasyPost \| + 0 s \| \| 3e \| Andrea Pietrobon \| Italie \| Team Polti Kometa \| + 0 s \| \| 4e \| Enzo Paleni \| France \| Groupama-FDJ \| + 3 s \| \| 5e \| Jonathan Milan \| Italie \| Lidl-Trek \| + 11 s \| \| 6e \| Caleb Ewan \| Australie \| Team Jayco AlUla \| + 11 s \| \| 7e \| Phil Bauhaus \| Allemagne \| Bahrain Victorious \| + 11 s \| \| 8e \| Tim Merlier \| Belgique \| Soudal Quick-Step \| + 11 s \| \| 9e \| Olav Kooij \| Pays-Bas \| Team Visma \\| Lease a Bike \| + 11 s \| \| 10e \| Madis Mihkels \| Estonie \| Intermarché-Wanty \| + 11 s \| |                  |           |                            |                 |
| |                  |           |                            |                 |
| Sources : ProCyclingStats Cycling Quotient |                  |           |                            |                 |
| Classement de l'étape |                  |           |                            |                 |
| Coureur | Coureur          | Pays      | Équipe                     | Temps           |
| 1er | Benjamin Thomas  | France    | Cofidis                    | 3 h 59 min 59 s |
| 2e | Michael Valgren  | Danemark  | EF Education-EasyPost      | + 0 s           |
| 3e | Andrea Pietrobon | Italie    | Team Polti Kometa          | + 0 s           |
| 4e | Enzo Paleni      | France    | Groupama-FDJ               | + 3 s           |
| 5e | Jonathan Milan   | Italie    | Lidl-Trek                  | + 11 s          |
| 6e | Caleb Ewan       | Australie | Team Jayco AlUla           | + 11 s          |
| 7e | Phil Bauhaus     | Allemagne | Bahrain Victorious         | + 11 s          |
| 8e | Tim Merlier      | Belgique  | Soudal Quick-Step          | + 11 s          |
| 9e | Olav Kooij       | Pays-Bas  | Team Visma \| Lease a Bike | + 11 s          |
| 10e | Madis Mihkels    | Estonie   | Intermarché-Wanty          | + 11 s          |

### Points attribués pour le classement par points
| Sprint intermédiaire Ceparana (km 99,2) | Sprint intermédiaire Ceparana (km 99,2) | Sprint intermédiaire Ceparana (km 99,2) | Sprint intermédiaire Ceparana (km 99,2) | Sprint intermédiaire Ceparana (km 99,2) |
| --------------------------------------- | --------------------------------------- | --------------------------------------- | --------------------------------------- | --------------------------------------- |
|                                         | Coureur                                 | Pays                                    | Équipe                                  | Point(s)                                |
| 1er                                     | Kaden Groves                            | Australie                               | Alpecin-Deceuninck                      | 12                                      |
| 2e                                      | Olav Kooij                              | Pays-Bas                                | Visma-Lease a Bike                      | 8                                       |
| 3e                                      | Jonathan Milan                          | Italie                                  | Lidl-Trek                               | 6                                       |
| 4e                                      | Jenthe Biermans                         | Belgique                                | Arkéa-B&B Hotels                        | 5                                       |
| 5e                                      | Bert Van Lerberghe                      | Belgique                                | Soudal Quick-Step                       | 4                                       |
| 6e                                      | Tobias Bayer                            | Autriche                                | Alpecin-Deceuninck                      | 3                                       |
| 7e                                      | Edward Planckaert                       | Belgique                                | Alpecin-Deceuninck                      | 2                                       |
| 8e                                      | Luke Lamperti                           | États-Unis                              | Soudal Quick-Step                       | 1                                       |
| modifier                                |                                         |                                         |                                         |                                         |

| Sprint intermédiaire Luni (km 119,8) | Sprint intermédiaire Luni (km 119,8) | Sprint intermédiaire Luni (km 119,8) | Sprint intermédiaire Luni (km 119,8) | Sprint intermédiaire Luni (km 119,8) |
| ------------------------------------ | ------------------------------------ | ------------------------------------ | ------------------------------------ | ------------------------------------ |
|                                      | Coureur                              | Pays                                 | Équipe                               | Point(s)                             |
| 1er                                  | Andrea Pietrobon                     | Italie                               | Polti Kometa                         | 12                                   |
| 2e                                   | Enzo Paleni                          | France                               | Groupama-FDJ                         | 8                                    |
| 3e                                   | Benjamin Thomas                      | France                               | Cofidis                              | 6                                    |
| 4e                                   | Michael Valgren                      | Danemark                             | EF Education-EasyPost                | 5                                    |
| 5e                                   | Kaden Groves                         | Australie                            | Alpecin-Deceuninck                   | 4                                    |
| 6e                                   | Edward Planckaert                    | Belgique                             | Alpecin-Deceuninck                   | 3                                    |
| 7e                                   | Tobias Bayer                         | Autriche                             | Alpecin-Deceuninck                   | 2                                    |
| 8e                                   | Jonathan Milan                       | Italie                               | Lidl-Trek                            | 1                                    |
| modifier                             |                                      |                                      |                                      |                                      |

| \| Arrivée d'étape Lucques (km 178) \| Arrivée d'étape Lucques (km 178) \| Arrivée d'étape Lucques (km 178) \| Arrivée d'étape Lucques (km 178) \| Arrivée d'étape Lucques (km 178) \| \| -------------------------------- \| -------------------------------- \| -------------------------------- \| -------------------------------- \| -------------------------------- \| \| \| Coureur \| Pays \| Équipe \| Point(s) \| \| 1er \| Benjamin Thomas \| France \| Cofidis \| 50 \| \| 2e \| Michael Valgren \| Danemark \| EF Education-EasyPost \| 35 \| \| 3e \| Andrea Pietrobon \| Italie \| Polti Kometa \| 25 \| \| 4e \| Enzo Paleni \| France \| Groupama-FDJ \| 18 \| \| 5e \| Jonathan Milan \| Italie \| Lidl-Trek \| 14 \| \| 6e \| Caleb Ewan \| Australie \| Jayco AlUla \| 12 \| \| 7e \| Phil Bauhaus \| Allemagne \| Bahrain Victorious \| 10 \| \| 8e \| Tim Merlier \| Belgique \| Soudal Quick-Step \| 8 \| \| 9e \| Olav Kooij \| Pays-Bas \| Visma-Lease a Bike \| 7 \| \| 10e \| Madis Mihkels \| Estonie \| Intermarché-Wanty \| 6 \| \| 11e \| Max Kanter \| Allemagne \| Astana Qazaqstan \| 5 \| \| 12e \| Alberto Dainese \| Italie \| Tudor Pro Cycling Team \| 4 \| \| 13e \| Fernando Gaviria \| Colombie \| Movistar \| 3 \| \| 14e \| Stanisław Aniołkowski \| Pologne \| Cofidis \| 2 \| \| 15e \| Kaden Groves \| Australie \| Alpecin-Deceuninck \| 1 \| \| modifier \| \| \| \| \| |                       |           |                        |          |
| Arrivée d'étape Lucques (km 178) |                       |           |                        |          |
| | Coureur               | Pays      | Équipe                 | Point(s) |
| 1er | Benjamin Thomas       | France    | Cofidis                | 50       |
| 2e | Michael Valgren       | Danemark  | EF Education-EasyPost  | 35       |
| 3e | Andrea Pietrobon      | Italie    | Polti Kometa           | 25       |
| 4e | Enzo Paleni           | France    | Groupama-FDJ           | 18       |
| 5e | Jonathan Milan        | Italie    | Lidl-Trek              | 14       |
| 6e | Caleb Ewan            | Australie | Jayco AlUla            | 12       |
| 7e | Phil Bauhaus          | Allemagne | Bahrain Victorious     | 10       |
| 8e | Tim Merlier           | Belgique  | Soudal Quick-Step      | 8        |
| 9e | Olav Kooij            | Pays-Bas  | Visma-Lease a Bike     | 7        |
| 10e | Madis Mihkels         | Estonie   | Intermarché-Wanty      | 6        |
| 11e | Max Kanter            | Allemagne | Astana Qazaqstan       | 5        |
| 12e | Alberto Dainese       | Italie    | Tudor Pro Cycling Team | 4        |
| 13e | Fernando Gaviria      | Colombie  | Movistar               | 3        |
| 14e | Stanisław Aniołkowski | Pologne   | Cofidis                | 2        |
| 15e | Kaden Groves          | Australie | Alpecin-Deceuninck     | 1        |
| modifier |                       |           |                        |          |

### Points attribués pour le classement du meilleur grimpeur
| Passo del Bracco (km 62,1) 3e catégorie (15,3 km à 4%) | Passo del Bracco (km 62,1) 3e catégorie (15,3 km à 4%) | Passo del Bracco (km 62,1) 3e catégorie (15,3 km à 4%) | Passo del Bracco (km 62,1) 3e catégorie (15,3 km à 4%) | Passo del Bracco (km 62,1) 3e catégorie (15,3 km à 4%) |
| ------------------------------------------------------ | ------------------------------------------------------ | ------------------------------------------------------ | ------------------------------------------------------ | ------------------------------------------------------ |
|                                                        | Coureur                                                | Pays                                                   | Équipe                                                 | Point(s)                                               |
| 1er                                                    | Simon Geschke                                          | Allemagne                                              | Cofidis                                                | 9                                                      |
| 2e                                                     | Mattia Bais                                            | Italie                                                 | Polti Kometa                                           | 4                                                      |
| 3e                                                     | Lewis Askey                                            | Grande-Bretagne                                        | Groupama-FDJ                                           | 2                                                      |
| 4e                                                     | Manuele Tarozzi                                        | Italie                                                 | VF Group-Bardiani CSF-Faizané                          | 1                                                      |
| modifier                                               |                                                        |                                                        |                                                        |                                                        |

| Montemagno (km 156,9) 4e catégorie (3 km à 4,3%) | Montemagno (km 156,9) 4e catégorie (3 km à 4,3%) | Montemagno (km 156,9) 4e catégorie (3 km à 4,3%) | Montemagno (km 156,9) 4e catégorie (3 km à 4,3%) | Montemagno (km 156,9) 4e catégorie (3 km à 4,3%) |
| ------------------------------------------------ | ------------------------------------------------ | ------------------------------------------------ | ------------------------------------------------ | ------------------------------------------------ |
|                                                  | Coureur                                          | Pays                                             | Équipe                                           | Point(s)                                         |
| 1er                                              | Michael Valgren                                  | Danemark                                         | EF Education-EasyPost                            | 3                                                |
| 2e                                               | Enzo Paleni                                      | France                                           | Groupama-FDJ                                     | 2                                                |
| 3e                                               | Benjamin Thomas                                  | France                                           | Cofidis                                          | 1                                                |
| modifier                                         |                                                  |                                                  |                                                  |                                                  |

### Points attribués pour le classement des sprints intermédiaires
| Sprint intermédiaire Ceparana (km 99,2) | Sprint intermédiaire Ceparana (km 99,2) | Sprint intermédiaire Ceparana (km 99,2) | Sprint intermédiaire Ceparana (km 99,2) | Sprint intermédiaire Ceparana (km 99,2) |
| --------------------------------------- | --------------------------------------- | --------------------------------------- | --------------------------------------- | --------------------------------------- |
|                                         | Coureur                                 | Pays                                    | Équipe                                  | Point(s)                                |
| 1er                                     | Kaden Groves                            | Australie                               | Alpecin-Deceuninck                      | 10                                      |
| 2e                                      | Olav Kooij                              | Pays-Bas                                | Visma-Lease a Bike                      | 6                                       |
| 3e                                      | Jonathan Milan                          | Italie                                  | Lidl-Trek                               | 3                                       |
| 4e                                      | Jenthe Biermans                         | Belgique                                | Arkéa-B&B Hotels                        | 2                                       |
| 5e                                      | Bert Van Lerberghe                      | Belgique                                | Soudal Quick-Step                       | 1                                       |
| modifier                                |                                         |                                         |                                         |                                         |

| Sprint intermédiaire Camaiore (km 150,2) | Sprint intermédiaire Camaiore (km 150,2) | Sprint intermédiaire Camaiore (km 150,2) | Sprint intermédiaire Camaiore (km 150,2) | Sprint intermédiaire Camaiore (km 150,2) |
| ---------------------------------------- | ---------------------------------------- | ---------------------------------------- | ---------------------------------------- | ---------------------------------------- |
|                                          | Coureur                                  | Pays                                     | Équipe                                   | Point(s)                                 |
| 1er                                      | Benjamin Thomas                          | France                                   | Cofidis                                  | 10                                       |
| 2e                                       | Michael Valgren                          | Danemark                                 | EF Education-EasyPost                    | 6                                        |
| 3e                                       | Enzo Paleni                              | France                                   | Groupama-FDJ                             | 3                                        |
| 4e                                       | Andrea Pietrobon                         | Italie                                   | Polti Kometa                             | 2                                        |
| 5e                                       | Amanuel Ghebreigzabhier                  | Érythrée                                 | Lidl-Trek                                | 1                                        |
| modifier                                 |                                          |                                          |                                          |                                          |

### Bonifications et pénalités en temps
|   | Coureur          | Pays   | Équipe       | Secondes |
| - | ---------------- | ------ | ------------ | -------- |
| 1 | Andrea Pietrobon | Italie | Polti Kometa | 3 s      |
| 2 | Enzo Paleni      | France | Groupama-FDJ | 2 s      |
| 3 | Benjamin Thomas  | France | Cofidis      | 1 s      |

|   | Coureur         | Pays     | Équipe                | Secondes |
| - | --------------- | -------- | --------------------- | -------- |
| 1 | Benjamin Thomas | France   | Cofidis               | 3 s      |
| 2 | Michael Valgren | Danemark | EF Education-EasyPost | 2 s      |
| 3 | Enzo Paleni     | France   | Groupama-FDJ          | 1 s      |

|   | Coureur          | Pays     | Équipe                | Secondes |
| - | ---------------- | -------- | --------------------- | -------- |
| 1 | Benjamin Thomas  | France   | Cofidis               | 10 s     |
| 2 | Michael Valgren  | Danemark | EF Education-EasyPost | 6 s      |
| 3 | Andrea Pietrobon | Italie   | Polti Kometa          | 4 s      |

| Coureur           | Pays   | Équipe                        | Secondes |
| ----------------- | ------ | ----------------------------- | -------- |
| Clément Davy      | France | Groupama-FDJ                  | + 1 min  |
| Enrico Zanoncello | Italie | VF Group-Bardiani CSF-Faizané | + 1 min  |

## Classements à l'issue de l'étape

### Classement général
| \| Classement général \| Classement général \| Classement général \| Classement général \| Classement général \| \| Coureur \| Coureur \| Pays \| Équipe \| Temps \| \| ------------------ \| ------------------ \| ------------------ \| -------------------------- \| ------------------ \| \| 1er \| Tadej Pogačar \| Slovénie \| UAE Team Emirates \| 19 h 19 min 15 s \| \| 2e \| Geraint Thomas \| Royaume-Uni \| Ineos Grenadiers \| + 46 s \| \| 3e \| Daniel Martínez \| Colombie \| Bora-Hansgrohe \| + 47 s \| \| 4e \| Cian Uijtdebroeks \| Belgique \| Team Visma \\| Lease a Bike \| + 55 s \| \| 5e \| Einer Rubio \| Colombie \| Movistar Team \| + 56 s \| \| 6e \| Lorenzo Fortunato \| Italie \| Astana Qazaqstan Team \| + 1 min 07 s \| \| 7e \| Juan Pedro López \| Espagne \| Lidl-Trek \| + 1 min 11 s \| \| 8e \| Jan Hirt \| Tchéquie \| Soudal Quick-Step \| + 1 min 13 s \| \| 9e \| Alexey Lutsenko \| Kazakhstan \| Astana Qazaqstan Team \| + 1 min 26 s \| \| 10e \| Esteban Chaves \| Colombie \| EF Education-EasyPost \| + 1 min 26 s \| |                   |             |                            |                  |
| |                   |             |                            |                  |
| Sources : ProCyclingStats Cycling Quotient |                   |             |                            |                  |
| Classement général |                   |             |                            |                  |
| Coureur | Coureur           | Pays        | Équipe                     | Temps            |
| 1er | Tadej Pogačar     | Slovénie    | UAE Team Emirates          | 19 h 19 min 15 s |
| 2e | Geraint Thomas    | Royaume-Uni | Ineos Grenadiers           | + 46 s           |
| 3e | Daniel Martínez   | Colombie    | Bora-Hansgrohe             | + 47 s           |
| 4e | Cian Uijtdebroeks | Belgique    | Team Visma \| Lease a Bike | + 55 s           |
| 5e | Einer Rubio       | Colombie    | Movistar Team              | + 56 s           |
| 6e | Lorenzo Fortunato | Italie      | Astana Qazaqstan Team      | + 1 min 07 s     |
| 7e | Juan Pedro López  | Espagne     | Lidl-Trek                  | + 1 min 11 s     |
| 8e | Jan Hirt          | Tchéquie    | Soudal Quick-Step          | + 1 min 13 s     |
| 9e | Alexey Lutsenko   | Kazakhstan  | Astana Qazaqstan Team      | + 1 min 26 s     |
| 10e | Esteban Chaves    | Colombie    | EF Education-EasyPost      | + 1 min 26 s     |

### Classement par points
| Classement par points | Classement par points | Classement par points | Classement par points         | Classement par points |
| Coureur               | Coureur               | Pays                  | Équipe                        | Points                |
| --------------------- | --------------------- | --------------------- | ----------------------------- | --------------------- |
| 1er                   | Jonathan Milan        | Italie                | Lidl-Trek                     | 134 pts               |
| 2e                    | Tim Merlier           | Belgique              | Soudal Quick-Step             | 89 pts                |
| 3e                    | Kaden Groves          | Australie             | Alpecin-Deceuninck            | 80 pts                |
| 4e                    | Olav Kooij            | Pays-Bas              | Team Visma \| Lease a Bike    | 61 pts                |
| 5e                    | Benjamin Thomas       | France                | Cofidis                       | 56 pts                |
| 6e                    | Andrea Pietrobon      | Italie                | Team Polti Kometa             | 48 pts                |
| 7e                    | Filippo Fiorelli      | Italie                | VF Group-Bardiani CSF-Faizanè | 42 pts                |
| 8e                    | Michael Valgren       | Danemark              | EF Education-EasyPost         | 40 pts                |
| 9e                    | Phil Bauhaus          | Allemagne             | Bahrain Victorious            | 37 pts                |
| 10e                   | Lilian Calmejane      | France                | Intermarché-Wanty             | 34 pts                |

### Classement de la montagne
| Classement de la montagne | Classement de la montagne | Classement de la montagne | Classement de la montagne     | Classement de la montagne |
| Coureur                   | Coureur                   | Pays                      | Équipe                        | Points                    |
| ------------------------- | ------------------------- | ------------------------- | ----------------------------- | ------------------------- |
| 1er                       | Tadej Pogačar             | Slovénie                  | UAE Team Emirates             | 51 pts                    |
| 2e                        | Lilian Calmejane          | France                    | Intermarché-Wanty             | 32 pts                    |
| 3e                        | Daniel Martínez           | Colombie                  | Bora-Hansgrohe                | 26 pts                    |
| 4e                        | Andrea Piccolo            | Italie                    | EF Education-EasyPost         | 18 pts                    |
| 5e                        | Geraint Thomas            | Royaume-Uni               | Ineos Grenadiers              | 16 pts                    |
| 6e                        | Amanuel Ghebreigzabhier   | Érythrée                  | Lidl-Trek                     | 11 pts                    |
| 7e                        | Simon Geschke             | Allemagne                 | Cofidis                       | 9 pts                     |
| 8e                        | Lorenzo Fortunato         | Italie                    | Astana Qazaqstan Team         | 9 pts                     |
| 9e                        | Giulio Pellizzari         | Italie                    | VF Group-Bardiani CSF-Faizanè | 8 pts                     |
| 10e                       | Filippo Fiorelli          | Italie                    | VF Group-Bardiani CSF-Faizanè | 7 pts                     |

### Classement du meilleur jeune
| Classement du meilleur jeune | Classement du meilleur jeune | Classement du meilleur jeune | Classement du meilleur jeune | Classement du meilleur jeune |
| Coureur                      | Coureur                      | Pays                         | Équipe                       | Temps                        |
| ---------------------------- | ---------------------------- | ---------------------------- | ---------------------------- | ---------------------------- |
| 1er                          | Cian Uijtdebroeks            | Belgique                     | Team Visma \| Lease a Bike   | 1 h 50 min 10 s              |
| 2e                           | Alex Baudin                  | France                       | Decathlon-AG2R La Mondiale   | + 45 s                       |
| 3e                           | Mauri Vansevenant            | Belgique                     | Soudal Quick-Step            | + 49 s                       |
| 4e                           | Filippo Zana                 | Italie                       | Team Jayco AlUla             | + 1 min 12 s                 |
| 5e                           | Luke Plapp                   | Australie                    | Team Jayco AlUla             | + 1 min 38 s                 |
| 6e                           | Georg Steinhauser            | Allemagne                    | EF Education-EasyPost        | + 1 min 54 s                 |
| 7e                           | Antonio Tiberi               | Italie                       | Bahrain Victorious           | + 1 min 55 s                 |
| 8e                           | Davide Piganzoli             | Italie                       | Team Polti Kometa            | + 2 min 11 s                 |
| 9e                           | Florian Lipowitz             | Allemagne                    | Bora-Hansgrohe               | + 3 min 13 s                 |
| 10e                          | Thymen Arensman              | Pays-Bas                     | Ineos Grenadiers             | + 3 min 14 s                 |

### Classement par équipes
| Classement par équipes | Classement par équipes        | Classement par équipes | Classement par équipes |
| Équipe                 | Équipe                        | Pays                   | Temps                  |
| ---------------------- | ----------------------------- | ---------------------- | ---------------------- |
| 1re                    | Ineos Grenadiers              | Royaume-Uni            | 58 h 02 min 47 s       |
| 2e                     | Astana Qazaqstan Team         | Kazakhstan             | + 14 s                 |
| 3e                     | Bora-Hansgrohe                | Allemagne              | + 55 s                 |
| 4e                     | Decathlon-AG2R La Mondiale    | France                 | + 1 min 04 s           |
| 5e                     | VF Group-Bardiani CSF-Faizané | Italie                 | + 3 min 51 s           |
| 6e                     | EF Education-EasyPost         | États-Unis             | + 4 min 49 s           |
| 7e                     | Team Jayco AlUla              | Australie              | + 5 min 42 s           |
| 8e                     | Soudal Quick-Step             | Belgique               | + 5 min 45 s           |
| 9e                     | Team Visma \| Lease a Bike    | Pays-Bas               | + 6 min 03 s           |
| 10e                    | Movistar Team                 | Espagne                | + 10 min 30 s          |

### Sanctions au classement UCI
| \| Coureur \| Pays \| Équipe \| Points \| \| ----------------- \| ------ \| ----------------------------- \| ----------- \| \| Clément Davy \| France \| Groupama-FDJ \| - 15 points \| \| Enrico Zanoncello \| Italie \| VF Group-Bardiani CSF-Faizané \| - 40 points \| |        |                               |             |
| Coureur | Pays   | Équipe                        | Points      |
| Clément Davy | France | Groupama-FDJ                  | - 15 points |
| Enrico Zanoncello | Italie | VF Group-Bardiani CSF-Faizané | - 40 points |

## Abandons
- Adrien Petit (Intermarché-Wanty) : abandon[1]